# Каменен олтар от Малия
Каменният олтар от Малия е паметник на културата на минойската цивилизация.
Представлява каменна плоча с критски йероглифи. Датирана е от около 1600 г. пр.н.е. Открита е от френския археолог Фернан Шапуте (1899—1953).
Предположително камъкът е изпълнявал функцията на олтар. Надписът върху него е от 16 знака, 3 от които се повтарят. Това е единствения известен на науката артефакт с издълбани критски йероглифи – върху камък.
Каменният олтар, ведно с Фестоския диск и бронзовата Секира от Аркалохори, са уникални с писмената си система, понеже не се скланят към Линеар А. Приема се, че те са паметници с класически критски йероглифи, които също така са част от ранната критска писменост.